# أنتيرغوس
أنتيرغوس (بالإنجليزية: Antergos) هي توزيعة لينكس مبنية على آرتش لينُكس. تأتي افتراضيًا ببيئة سطح المكتب جنوم 3. ويمكن أيضًا اختيار سينامُن، متَّة، كدي بلازما 5، و أيضًا سطح المكتب إكسفس. صدرت النسخة الأولى منها في يوليو 2012 باسم Cinnarch وقد أصبحت في مايو 2013 من أكثر التوزيعات شعبيةً في ديسترووتش. اختيرت الكلمة الغاليسية Antergos (تعني: الأجداد) والتي يُقصد بها ربط الماضي بالحاضر.

## التاريخ والتطوير
في البداية بدأ المشروع باسم Cinnarch و بيئة سطح المكتب المستخدمة بها كانت سينامُن، والتي هي بالأصل إشتقاق من صدفة جنوم وهي مطوّرة من قبل فريق لينكس منت . في أبريل 2013 إستبدل فريق التطوير بيئة سطح المكتب الإفتراضية من سينامُن إلى جنوم 3.6، نظرًا لصعوبة الإحتفاظ بـ سينامُن مستقرة (الذي لم يجعلها ذلك متوافقة مع أحدث مكتبات جتك+)[بحاجة لمصدر] في مستودعات من الإصدار المتدحرج مثل أرتش لينكس. تم تغيير اسم التوزيعة إلى أنتيرغوس الذي تم إعتماده في  مايو 2013.
التغييرات الأخرى في التكوين الإفتراضي للنظام شملت: استخدام مدير الملفات نوتلس بدلًا من مدير الملفّات نيمو، GDM حلّ محل MDM (مدير جلسات لينُكس منت) وإستُبدِل بدجن بعميل المراسلة الفوري إمبثي (Empathy).
منذ الإصدار 2014.05.26، كوّنت  أنتيرغوس شراكةً مع مشروع Numix لتكون التوزيعة محمَّلةً بـ أيقونات نومِكس-المربّعة (Numix-Square) و بشكلِ حصري سمة نومِكس-الصقيع (Numix-Frost) الموضوعة بنظام التشغيل.
في 7 مارس 2015، صارت أسطوانة النسخة المخفّفة من أنتيرغوس متوفرة، وهي نسخة توفر الحزم الضرورية فقط من مكونات المثبّت.

## التثبيت
من مميزات أنتيرغوس المثبِّت الرسومي Cnchi. المثبت يعمل على بيئة سطح المكتب جنوم، لكن أثناء التثبيت يعطي خيارات لإختيار بيئة سطح المكتب بين جنوم 3، سينامُن، متّة، إكسفس، كدي بلازما 5، وأيضًا مدير النوافذ اوبن بوكس. يتطلب التثبيت إتصالًا بالشابكة  لبدء التثبيت وتحديث المثبت الرسومي Cnchi تلقائيًا قبل البدء بالتثبيت.

## إدارة الحزم
أنتيرغوس هي إصدارة متدحرجة (تستقبل التحديثات بشكل متواصل) و تستخدم المستودعات الرسمية لـ أرتش لينُكس بالإضافة إلى مستودعات مستخدمي ارتش لينُكس (AUR)، جنبًا إلى جنب مع مستودعات البرامج الخاصة بها. ويأتي مدير الحزم باكمان بواجهة رسومية لتثبيت البرامج.
إدارة الحزم بواسطة باكمان و واجهة المستخدم الرسومية، وأيضًا باكماك.
أنتيرغوس لا يأتي إفتراضيًا مع حزمة برمجياتٍ مكتبيّة. ومع ذلك، منذ الإصدارات الأولى (Cinnarch)، فقد كان يحتوي على «مثبّت ليبر أوفيس الخاص بـ آرتش لينكس» مما يجعل من السهل اختيار وتحميل مكوِّنات ليبر أوفيس المطلوبة.

## الإصدارات
أول نسخة تم إصدارها كانت باسم Cinnarch تم إطلاقها في 7 مايو 2012 مصحوبة برسالة في منتدى أرتش لينكس تخبر المستخدمين المستخدمين بصدورها. بينما النسخة الأولى التي سُمِّيت أنتيرغوس أفرِجَ عنها في 12 مايو 2013.

## وصلات خارجية
- الموقع الرسمي

- ويكي الرسميّة[وصلة مكسورة]
- المنتدى الرسمي
- Antergos على ديسترووتش.